# شاه آرتور: افسانه شمشیر
شاه آرتور: افسانه شمشیر (به انگلیسی: King Arthur: Legend of the Sword) یک فیلم حماسی فانتزی آمریکایی/استرالیایی به کارگردانی گای ریچی و نویسندگی ریچی، جوبی هارولد و لیونل ویگرام است. از بازیگران آن می‌توان به چارلی هونام در نقش شاه آرتور، جود لا، آسترید برژه-فریسبه، جایمن هانسو و اریک بانا اشاره کرد. نخستین نمایش شاه آرتور در تاریخ ۸ مه ۲۰۱۷ در تئاتر چینی تی‌سی‌ال بود، و همچنین در ۱۲ مه ۲۰۱۷ توسط برادران وارنر در ایالات متحده به نمایش درآمد.

## بازیگران
- چارلی هونام
- جود لا
- آسترید برژه-فریسبه
- جایمن هانسو
- اریک بانا
- کتی مک‌گراث
- آیدان گیلن
- میکل پرشبرانت
- آنابل والیس
- نیل مسکل
- دیوید بکام
- مایکل مک‌الاتون